# إم. س. جونز
إم. س. جونز (بالإنجليزية: M. C. Jones) هو سائق سباق ومهندس أمريكي، ولد في 4 أغسطس 1894، وتوفي في 27 مايو 1932.